# Achille Millien
Achille Millien (ur. 4 września 1838 w Beaumont-la-Ferrière (Nièvre), Francja; zm. 12 stycznia 1927, tamże) – francuski poeta i folklorysta; przedstawiciel parnasizmu.

## Ważniejsze prace
- Aux champs au foyer
- Chants agrestes
- Chez nous
- L'heure du couvre-feu
- La moisson
- Musettes et clairons